# Bolanusoides sankari
Bolanusoides sankari är en insektsart som beskrevs av Irena Dworakowska 1993. Bolanusoides sankari ingår i släktet Bolanusoides och familjen dvärgstritar. Inga underarter finns listade i Catalogue of Life.